# 洲崎義郎

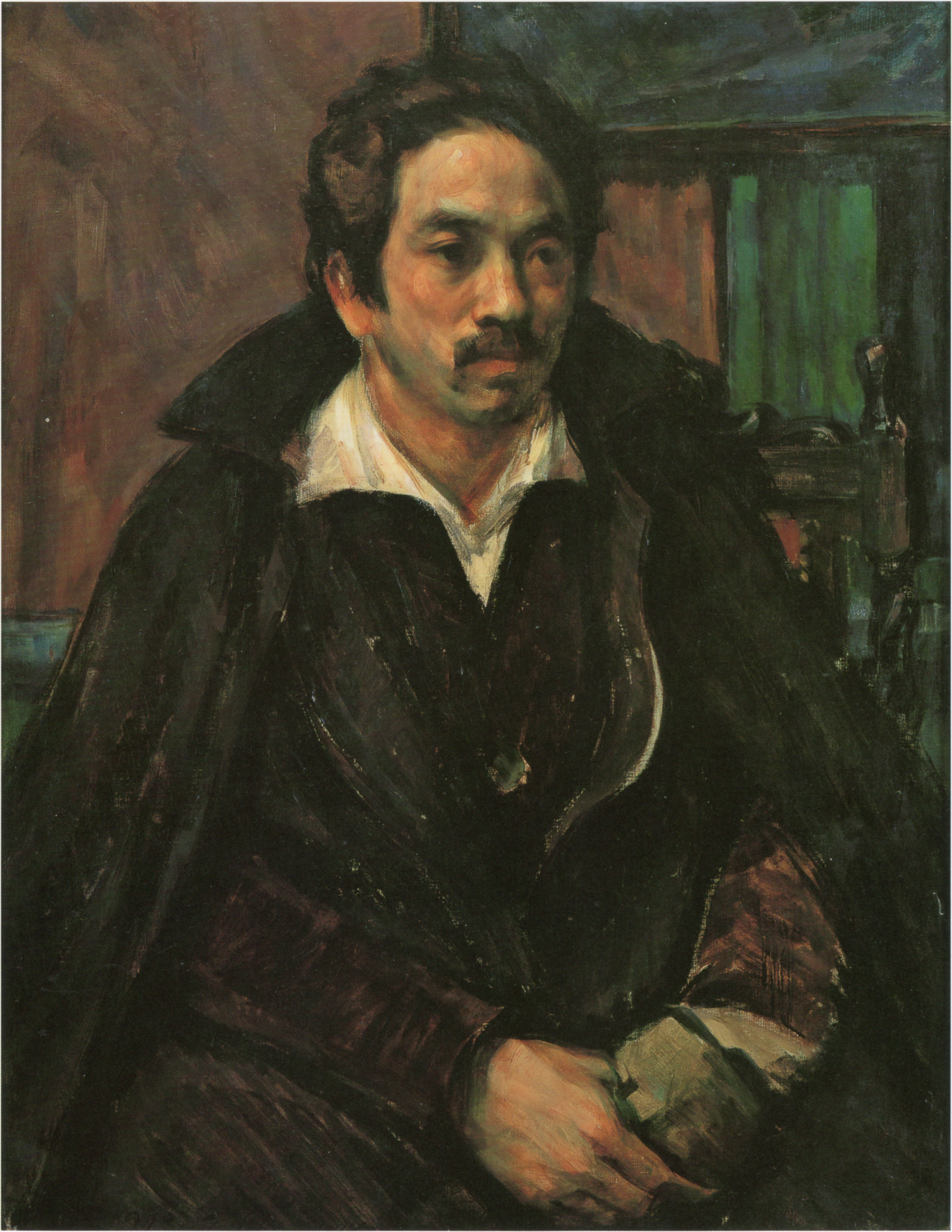
洲崎義郎（中村彝による画）

洲崎 義郎（すのさき よしろう、1888年（明治21年）12月25日 - 1974年（昭和49年）4月1日）は、日本の政治家、教育家である。柏崎市長を務めた。

## 経歴・人物
新潟県にて大地主の家系だった洲崎伝吾の長男として生まれる。早稲田大学卒業後の1918年（大正7年）に同県比角村の村長を務め、その傍らで比角小学校（現在の柏崎市立比角小学校）の青年教師として自由教育の奨励に携わった。また洋画家の中村彝や苦学生の援助にも携わり、新潟県の青年団副団長や柏崎体育連盟の会長、新潟県体育協会の副会長を歴任する。

第二次世界大戦直後には戦時中の青年団活動を反省したことで世界平和運動に参加し、1951年（昭和26年）には柏崎市長に就任した。市長在任中は東北7県市長会議において原水爆の使用禁止を訴え、市長辞任後の1963年（昭和38年）には新潟県原水爆禁止協議会の理事長も務める。翌1964年（昭和39年）にはソビエト連邦のモスクワで開催された「軍縮と平和世界大会」にも出席した。
1958年（昭和33年）12月、贈収賄容疑で逮捕される。のちに一時処分保留として釈放されるものの翌年3月には起訴、そのためにイメージが大きく損なわれ、三選を目指した1959年（昭和34年）4月23日の市長選では柏崎信用組合理事長の吉浦栄一に敗れた。
1974年（昭和49年）4月に死去、後に「洲崎義郎氏をしのぶ会」が行われた。

## 著作・関連書
- 『進歩と平和への希求 : 洲崎義郎回想録』洲崎義郎著、洲崎義郎回想録刊行会、1984年9月
- 『体育人洲崎義郎』柏崎体育団編、1974年
- 『死んでも一枚の絵を描きたい : 中村彝と洲崎義郎の軌跡』川崎久一著、柏崎週報社、1984年
- 『洲崎義郎の生涯と思想 : 柏崎地方の政治と文化』阿部恒久著、日本経済評論社、2025年1月